# PELICAN FANCLUB
PELICAN FANCLUB (ペリカンファンクラブ, Perikan Fankurabu)  foi uma banda de rock japonesa formada em Chiba em 2012 pelo vocalista Anri Endo, o baixista Ryotatsu Kamiyama e pelo guitarrista Yasafumi Kurumada, com Hirofumi Shimizu se juntando a banda dois anos depois.
O primeiro trabalho a ser lançado pela banda foi o single Capsule Hotel, lançado de forma exclusiva pela Tower Records em outubro de 2014 e que começou a atrair a atenção do público devido a sonoridade apresentada.

## História
Em 2008, quando ainda estava no ensino médio, Anri Endo e seu colega de classe, Ryotatsu Kamiyama, começaram a discutir a possibilidade de virem a formar uma banda. Nesse meio tempo, Endo e Kamiyama conheceram Yasafumi Kurumada em uma casa de shows em Chiba. Ao conversarem, ambos perceberam que partilhavam dos mesmos gostos musicais, nascendo ali uma amizade entre eles. Embora ja tocasse em uma banda, Kurumada começou a partilhar do desejo de formar uma banda junto com Endo e Kamiyama.
Alguns anos depois, a banda em que Yasafumi Kurumada tocava decidiu se separar. Certo dia, ao sairem para comerem juntos, Endo, Kamiyama e Kurumada começaram a amadurecer a ideia de formarem a sua banda dentro de 1 ano.
Entre abril de 2011 e março de 2012 foi um ano em branco para Anri Endo. Ele decidiu por não formar a banda nesse peíodo para que todos pudessem se concentrar em seus estudos. Entretando, nesse periodo Endo começou a postar suas músicas no Myspace, sob o nome solo de Pelican Fanclub. O nome remonta ao tempo em que Anri Endo tocava em uma outra banda, que dentro de suas canções havia uma cujo nome era Pelican, o que fez com que ele fosse chamado por algumas pessoas dentro da cena underground da epoca de Pelican Endo. Yasafumi Kurumada, ao ver as músicas de Anri Endo no Myspace postadas sob o nome Pelican Fanclub achou de maneira equivocada que aquele era o nome da banda, o que acabou caindo no gosto de todos os membros e se tornando de fato o nome da banda.
No dia 20 de maio de 2022, foi anunciado no site oficial da banda que Ryotatsu Kamiyama e Hirofumi Shimizu estariam deixando a banda. O desejo de deixar a banda partiu primeiramente de Kamiyama, alegando que nos ultimos anos o seu estado de espirito e valores mudaram, e que as coisas a quais valorizava em sua vida também estavam mudando. A decisão veio após concluírem o álbum Kaihou no Hinto, onde Kamiyama sentiu novamente a necessidade de seguir em direção à uma nova vida. Frustrado com a noticia da saída de Kamiyama, Hirofumi Shimizu também optar por deixar o Pelican Fanclub. A ultima apresentação da banda com Endo, Kamiyama e Shimizu se deu no dia 5 de julho de 2022, na casa de shows Ebuisu Liquid Room, em Shibuya.
Após a saída de Kamiyama e Shimizu, a banda passou a ser um projeto solo de Anri Endo, que lançou em junho de 2024 o álbum Boy's just want to be future. Logo após, em agosto de 2024, Anri Endo iniciou um novo projeto solo chamado Grape Kiki, tornando incerto o futuro do Pelican Fanclub. Tal incerteza a cerca do futuro da banda levaram a Endo anunciar no dia 1 de fevereiro de 2025 através de seu perfil no Twitter que "o Pelican Fanclub estará suspenso por tempo indeterminado". Em sua mensagem, Anri Endo afirma que durante 12 anos a banda era algo que conseguia "dar forma" à saudade, e que estava encerrando o ato de "dar forma à saudade" com suas próprias mãos, pois a arte criativa da banda vem dela própriamente dita (com todos os membros), e que após a banda passar a se tornar um projeto solo, nenhuma música com a essência da banda conseguiu sair de seu processo criativo. Com isso, Anri Endo afirma que não acreditava que isso viesse a acontecer no futuro. Endo encerra sua mensagem expressando sua gratidão a todos os fãs e pedindo o apoio dos mesmos, afirmando que voltará a apresentar música "de uma forma diferente".

## Integrantes
- Anri Endo — vocal (2012—2025)
- Ryotatsu Kamiyama — baixo, teclado, backing vocals, (2012—2022)
- Yasafumi Kurumada — guitarra (2012—2018)
- Hirofumi Shimizu — bateria, percussão (2014—2022)

## Discografia
- Capsule Hotel (2014)
- Pelican Fanclub (2015)
- Analog (2016)
- Ok Ballade (2016)
- Home Electronics (2017)
- SF Fiction (2017)
- Shadow Play (2017)
- Gaga (2018)
- Boys just want to be culture (2018)
- Whitenoise e.p (2019)
- Sangenshoku (2019)
- Amulet Song (2020)
- Desire (2020)
- Shinseiki no Love Song (2021)
- Who are you - Seizashite futari (2021)
- Kaihou no Hinto (2022)
- ForTune (2022)
- Boy's just want to be future (2024)